# Tuzki
Tuzki（ツヅキ、中国語: 兔斯基）とは、北京放送大学の学生が製作したウサギのキャラクター。中国ではモトローラのキャラクターに採用されている。著作権者はターナー・ブロードキャスティング・システム。
テンセントQQやMSN メッセンジャーを通して知られるようになった。日本では、Facebookで人気スタンプの上位10位以内に入っている。